# Rândunică australiană
Rândunica australiană (Hirundo neoxena) este o specie de pasăre din familia Hirundinidae.
Este o specie originară din Australia și din insulele din apropiere și auto-introdusă în Noua Zeelandă la mijlocul secolului al XX-lea. Este foarte asemănătoare cu rândunica de Pacific cu care este adesea considerată conspecifică.
Această specie se reproduce în sudul și estul Australiei într-o varietate de habitate, mai ales în zone deschise, poieni, medii urbane, dar nu deșerturi sau păduri dese. Populațiile estice sunt în mare parte migratoare, iernând în nordul Australiei. Populațiile estice și cele din Noua Zeelandă sunt în principal sedentare.

## Taxonomie
Rândunica australiană a fost descrisă pentru prima dată de John Gould în Păsările Australiei  ca membru al genului Hirundo, deși uneori se consideră eronat că a fost descrisă prima dată în Proceedings of the Zoological Society of London. Atât numele speciei, cât și numele comun (în engleză, Welcome Swallow) se referă la oamenii care salută revenirea ei ca un vestitor al primăverii în părțile de sud ale Australiei.

## Galerie

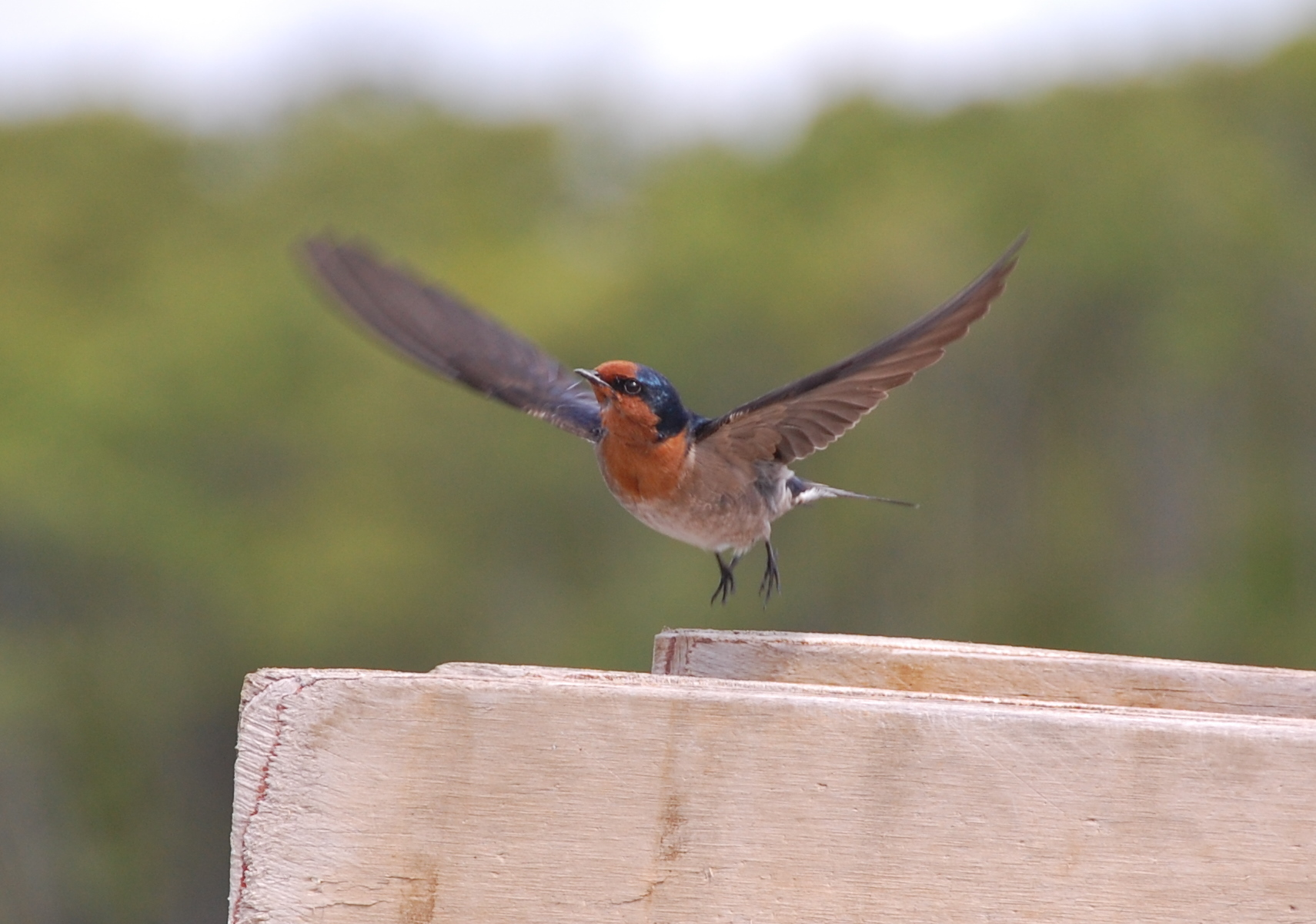
Rândunica australiană în zbor
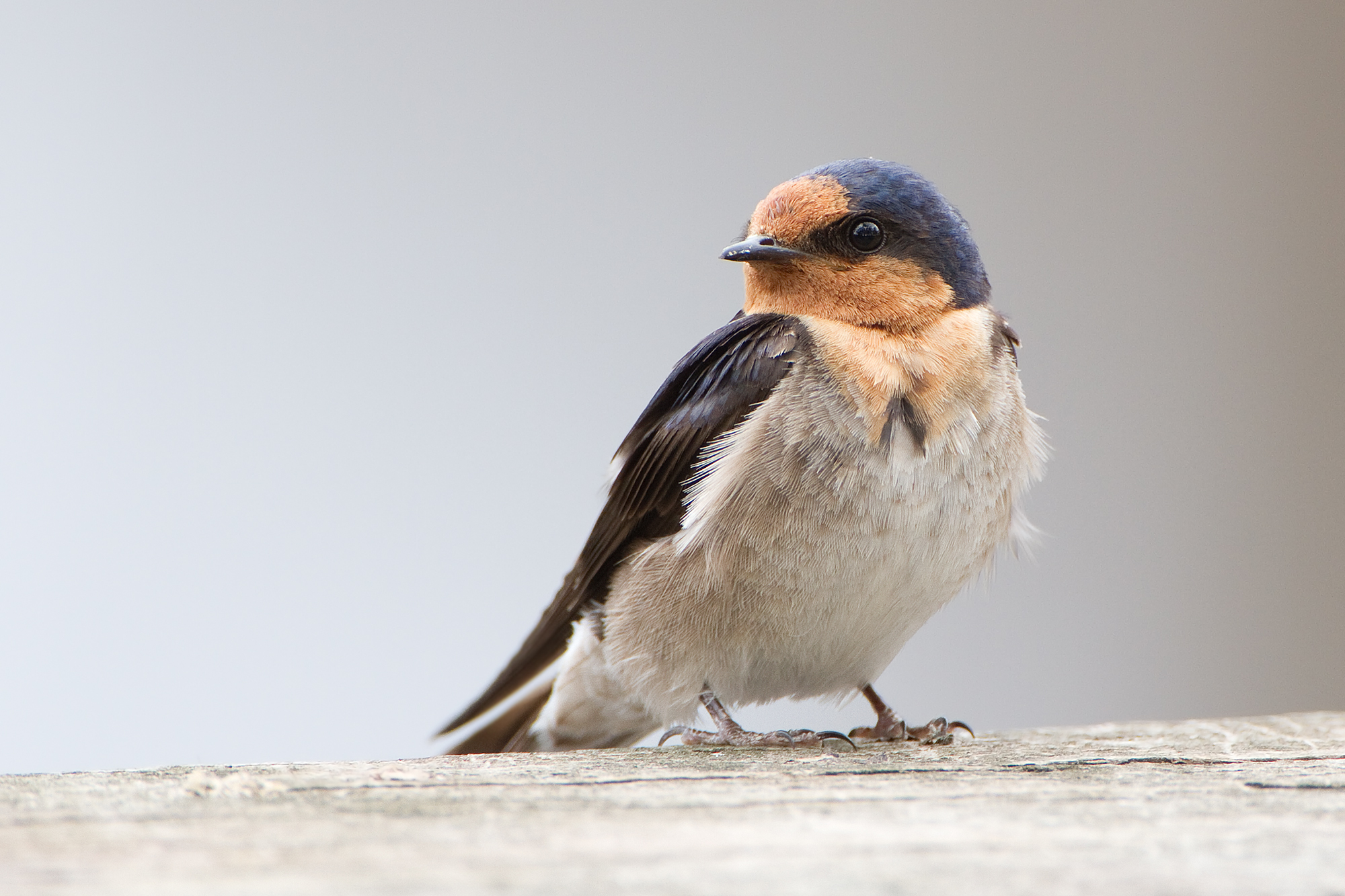
Rândunica australiană în Tasmania, Australia
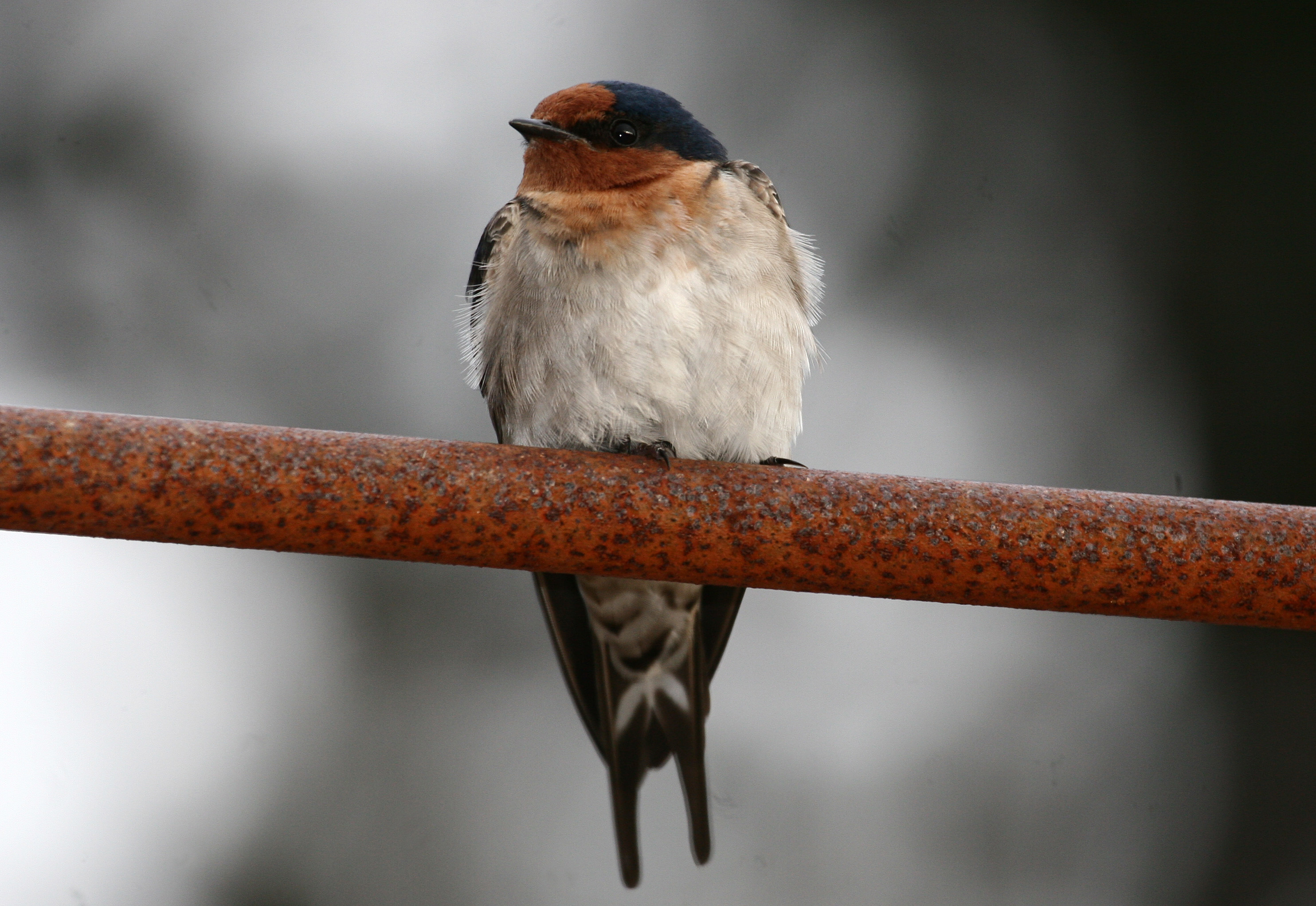
Văzută de jos
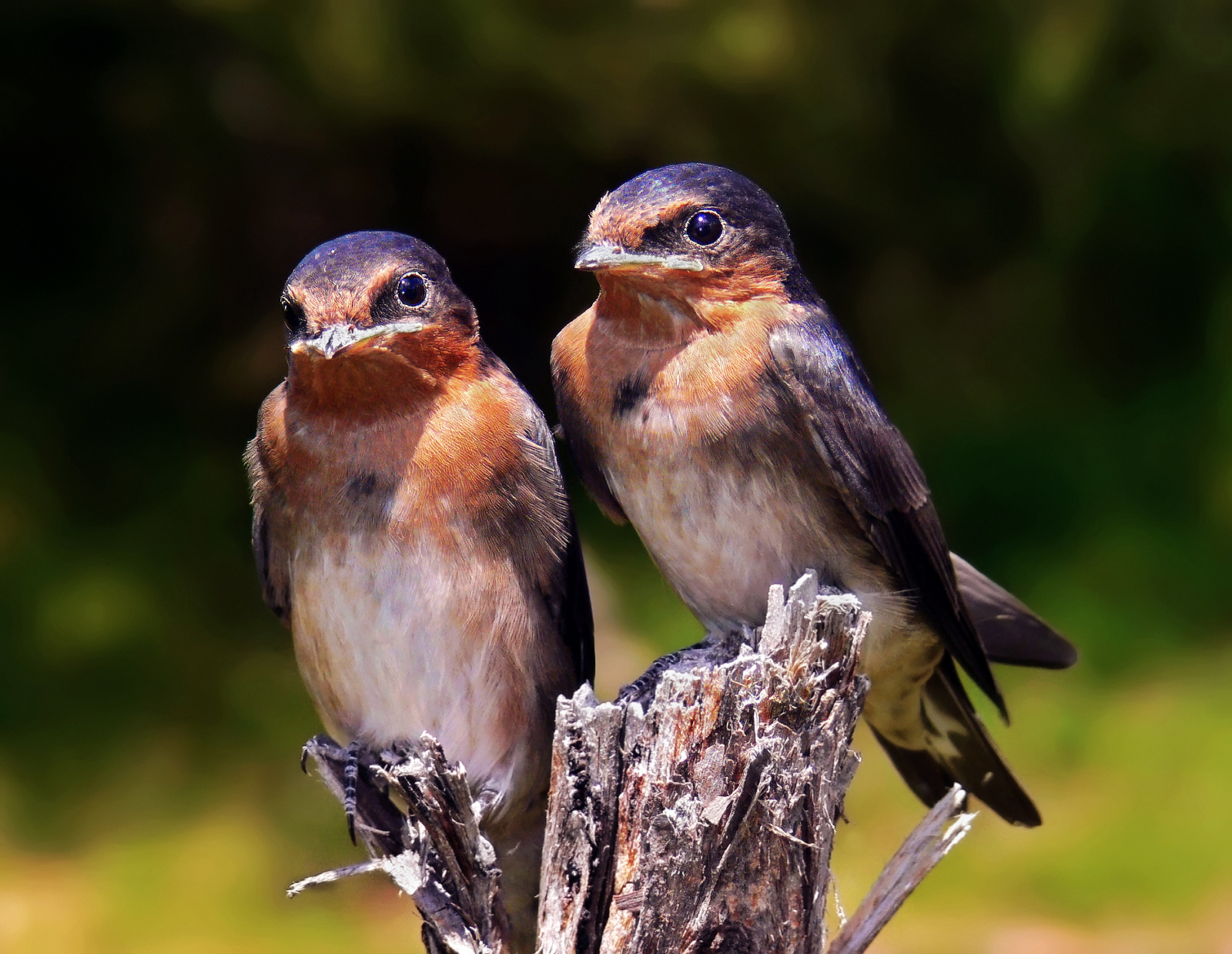
Pui în ziua în care au părăsit cuibul
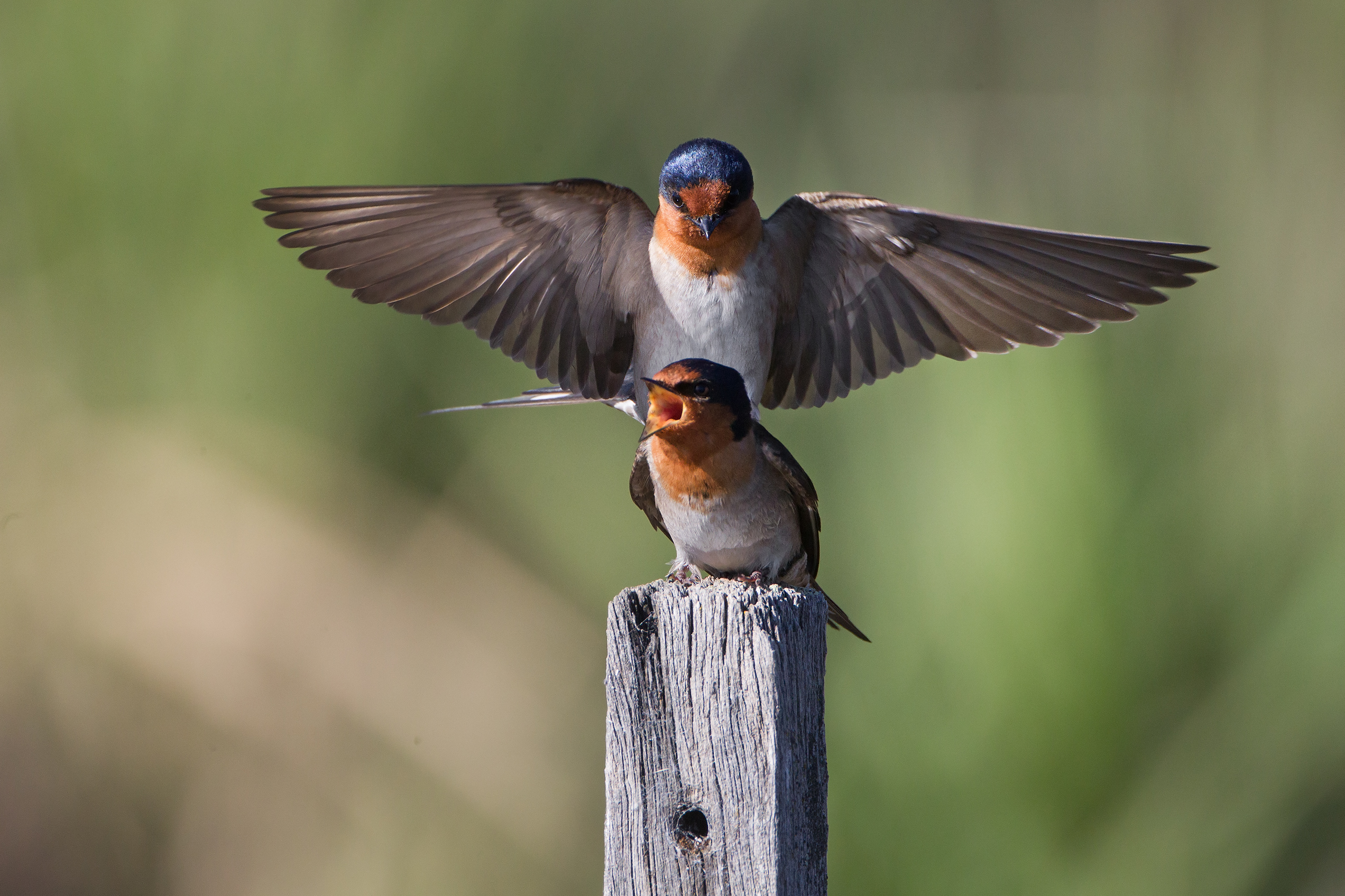
Împerechere
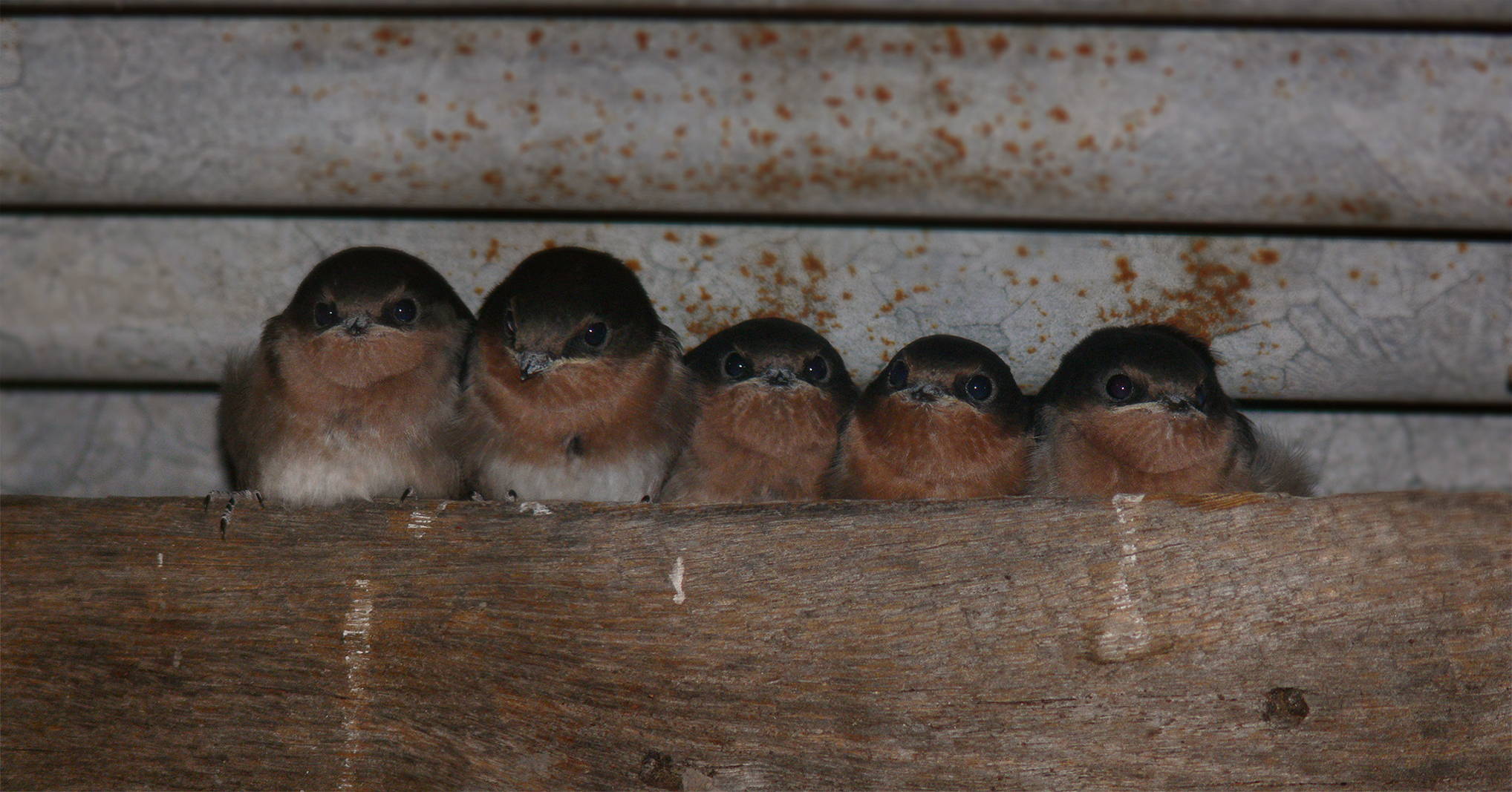
Un cuplu cu puii lor